# La hormigonera asesina
La hormigonera asesina es el tercer álbum de estudio de la banda de pop punk española Los Nikis, publicado en 1989.

## Descripción
Publicado en 1989, continúa la línea de sus anteriores trabajos, potentes guitarras y letras divertidas, una fórmula quizá demasiado gastada ya a finales de los años 80 por grupos como Siniestro Total, No me pises que llevo chanclas o The Refrescos. Aun así, se extrajeron de este disco numerosos sencillos, dos de los cuales, La hormigonera asesina y La fiesta medieval entraron en las listas de éxitos de Los 40 principales. 
El álbum contiene dos peculiares versiones; el popular tema de Patrick Hernández, Born to Be Alive, bajo el título de Voy a Benidorm y a modo de continuación, el tema de John Gummoe, popularizado por The Cascades, Rhythm of the Rain con el título de No vuelvo a ir a Benidorm. Ambas canciones fueron publicadas en un mismo sencillo en 1989. También incluyen una versión del tema Agradecido, de Rosendo Mercado.

## Lista de canciones
| N.º | Título                                                          | Duración |  |
| 1.  | «La hormigonera asesina» (Joaquín Rodríguez Fernández)          | 2:03     |  |
| 2.  | «Por el interés te quiero Andrés» (Joaquín Rodríguez Fernández) | 2:27     |  |
| 3.  | «Las ventajas de ser de aquí» (Joaquín Rodríguez Fernández)     | 2:06     |  |
| 4.  | «Agradecido» (Rosendo Mercado)                                  | 2:05     |  |
| 5.  | «La inútil persecución de Morgan» (Joaquín Rodríguez Fernández) | 2:02     |  |
| 6.  | «La fiesta medieval» (Joaquín Rodríguez Fernández)              | 1:40     |  |
| 7.  | «Enrique el ultrasur» (Joaquín Rodríguez Fernández)             | 2:10     |  |
| 8.  | «Voy a Benidorm» (Patrick Hernández)                            | 2:40     |  |
| 9.  | «No vuelvo a ir a Benidorm» (John Gummoe)                       | 2:18     |  |
| 10. | «La envidia es mi pecado capital» (Joaquín Rodríguez Fernández) | 2:47     |  |
| 11. | «Mi venganza está cerca» (Arturo Pérez Medina)                  | 2:38     |  |
| 12. | «Yes, I do» (Joaquín Rodríguez Fernández)                       |          |  |